# Warfolomej Gondarowski
Warfolomej Gondarowski, russisch Варфоломей Гондаровский, eigentlich Nikolaj Nikolajewitsch Gondarowski, russisch Николай Николаевич Гондаровский (* 27. Oktober 1927 in Netschajewka, Oblast Belgorod; † 21. März 1988 in Orjol) war ein russischer russisch-orthodoxer Geistlicher. Er war der Erzbischof von Orjol und Brjansk (1987–1988) und zwischen 1964 und 1966 russisch-orthodoxer Bischof von Wien und Österreich.

## Werdegang
Warfolomej Gondarowski trat in das Geistliche Seminar in Moskau ein. 1954 empfing er die Mönchsweihe, am 18. April 1954 die Weihe zum Mönchsdiakon und am 30. November desselben Jahres die Weihe zum Mönchspriester.
1959 beendete er die Geistliche Akademie in Moskau mit dem Titel eines Kandidaten der Theologie.
Nach seiner Abtweihe 1960 durch den Patriarchen Alexius I. und seiner Erhebung zum Archimandriten erfolgte im Oktober 1961 seine Ernennung zum Leiter der Russischen Geistlichen Mission in Jerusalem.
Am 26. Mai 1963 erfolgte in der Kathedralkirche zum hl. Feodor in Jaroslawl seine Bischofsweihe durch den Erzbischof von Jaroslawl und Rostow Nikodim unter Mitwirkung des Erzbischofs von Nowosibirsk und Barnaul Kassian, der Bischöfe von Dmitrowsk Kiprian, von Kostroma und Galitsch Nikodim und von Tallinn und Estland Aleksij.
Er wirkte zunächst als (Titular-)Bischof von Uglitsch in der Diözese Jaroslawl. Noch im selben Jahr wurde er Bischof von Saratow und Wolgograd, am 22. Dezember 1964 Bischof von Wien und Österreich, am 7. Juli 1966 Bischof von Tula und Beljow, am 20. März 1969 Bischof von Chișinău und Moldawien, am 11. Oktober 1972 Bischof vom Taschkent und Mittelasien und schließlich nach seiner Erhebung zum Erzbischof am 10. September 1987 Erzbischof von Orel und Brjansk.
Nach einer Führung einer Pilgergruppe 1976 auf den Berg Athos war er 1980 Leiter einer russisch-orthodoxen Delegation beim Besuch der Tschechoslowakischen Orthodoxen Kirche und 1985 von Jerusalem.

## Auszeichnungen
- Orden des hl. Sergius von Radonesch, 2. Klasse (1980)
- Orden des hl. Apostelgleichen Großfürsten Vladimir (1987)

| Personendaten    | Personendaten |
| ---------------- | --- |
| NAME             | Gondarowski, Warfolomej |
| ALTERNATIVNAMEN  | Gondarowski, Nikolaj Nikolajewitsch (wirklicher Name); Гондаровский, Варфоломей (russisch); Гондаровский, Николай Николаевич (russisch) |
| KURZBESCHREIBUNG | russischer russisch-orthodoxer Geistlicher                                                                                              |
| GEBURTSDATUM     | 27. Oktober 1927 |
| GEBURTSORT       | Netschajewka, Oblast Belgorod |
| STERBEDATUM      | 21. März 1988 |
| STERBEORT        | Orjol |